# Сан-Висенте-и-Вентоза
Сан-Висенте-и-Вентоза (порт. São Vicente e Ventosa)  —  район (фрегезия) в Португалии,  входит в округ Порталегре. Является составной частью муниципалитета  Элваш. По старому административному делению входил в провинцию Алту-Алентежу. Входит в экономико-статистический  субрегион Алту-Алентежу, который входит в Алентежу. Население составляет 1236 человек на 2007 год. Занимает площадь 101.53 км².
Покровителем района считается Дева Мария (порт. Nossa Senhora do Rosário). 